# Айхгальден
Айхгальден (нім. Aichhalden) — громада в Німеччині, знаходиться в землі Баден-Вюртемберг. Підпорядковується адміністративному округу Фрайбург. Входить до складу району Ротвайль.
Площа — 25,74 км2. Населення становить 4205 ос. (станом на 31 грудня 2020).